# Concilios de Aquisgrán
En Aquisgrán, también conocida en francés como Aix-la-Chapelle, se celebraron a principios de la Edad Media varios concilios importantes de la Iglesia latina.

En el concilio mixto de 798, Carlomagno proclamó una capitular de ochenta y un capítulos, en gran parte repetición de la legislación eclesiástica anterior, que fue aceptado por el clero y adquirió autoridad canónica. En el concilio de 799, tras una discusión de seis días Félix de Urgel en España, se declaró vencido por Alcuino y retiró su teoría del adopcionismo.

En el concilio celebrado en 809, la Iglesia franca adoptó el añadido filioque en el Credo (que contribuyó al Cisma de Oriente y Occidente), aunque el papa León III se negó a reconocerlo como válido (y la Iglesia de Roma no aceptó este añadido hasta 1014).

En los Sínodos de Aquisgrán (816-819), la disciplina clerical y monástica fue el tema principal. El concilio de 816 estableció la Regla de Aix que se hizo obligatoria para todos los establecimientos de canónigos y canonesas. Los concilios posteriores impusieron una nueva revisión de la Regla de San Benito a los monjes de la Orden Benedictina por Benito de Aniane. En la Notitia de servitio monasteriorum se puede encontrar una lista de monasterios y los servicios a la corona que debían tras estos concilios. El sínodo de 836 fue muy concurrido y se dedicó al restablecimiento de la disciplina eclesiástica que se había visto afectada por las guerras civiles entre Luis el Piadoso y sus hijos.

De 860 a 862 tres concilios se ocuparon de la cuestión del divorcio del rey Lotario II de su esposa, Teutberga.
}}

En 1166 tuvo lugar el concilio cismático, aprobado por el antipapa Pascual III, en el que se decretó la canonización de Carlomagno, que se celebró solemnemente el 29 de diciembre de ese año.